# GNA12
GNA12‏ (G protein subunit alpha 12) هوَ بروتين يُشَفر بواسطة جين GNA12 في الإنسان.